# Meike Droste

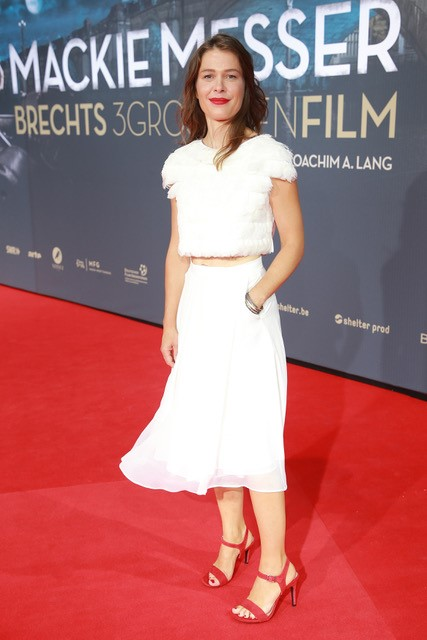
Meike Droste bei der Berliner Premiere des Films Mackie Messer im September 2018

Meike Droste (* 5. Februar 1980 in Bobingen) ist eine deutsche Schauspielerin.

## Leben
Meike Droste wuchs im wenige Kilometer westlich von Augsburg gelegenen Neusäß auf. Sie studierte von 1999 bis 2003 an der Münchner Otto-Falckenberg-Schule und sammelte bereits während ihres Studiums erste Schauspielerfahrung an den Münchner Kammerspielen. 2002 wechselte sie ans Berliner Ensemble und spielte dort in Inszenierungen von Claus Peymann in Turrinis Da Ponte in Santa Fe sowie die Titelrolle in Brechts Die heilige Johanna der Schlachthöfe und unter der Regie von Leander Haußmann in Shakespeares Ein Sommernachtstraum.
Die Spielzeit 2004/05 führte sie schließlich ans Schauspielhaus Zürich, wo sie unter anderem in der Rolle der Doris in Das kunstseidene Mädchen zu sehen war. Seit der Spielzeit 2006/07 gehört Droste dem Ensemble des Deutschen Theaters Berlin an, wo sie in verschiedenen Inszenierungen, darunter Tschechows Der Kirschgarten und Onkel Wanja, mit renommierten Regisseuren wie Barbara Frey und Jürgen Gosch arbeitete.
2001 wurde Droste beim Schauspielwettbewerb der Carl-Orff-Stiftung mit dem ersten Preis bedacht. Für ihre Rolle als Mascha in Anton Tschechows Die Möwe am Deutschen Theater und den Kammerspielen Berlin wurde sie 2009 mit dem Faust-Theaterpreis für die Beste darstellerische Leistung ausgezeichnet. Jürgen Goschs Inszenierung wurde zudem von der Zeitschrift Theater heute 2009 zur Inszenierung des Jahres gekürt.
Dem Fernsehpublikum wurde Droste als Polizeimeisterin Bärbel Schmied an der Seite von Caroline Peters und Bjarne Mädel in der Krimiserie Mord mit Aussicht bekannt. Sie ist verheiratet, hat zwei Kinder und lebt in Berlin.

## Theater (Auswahl)

### Berliner Ensemble
- Da Ponte in Santa Fe – Regie: Claus Peymann
- Ein Sommernachtstraum – Regie: Leander Haußmann
- Die heilige Johanna der Schlachthöfe – Regie: Claus Peymann

### Schauspielhaus Zürich
- Hinter den sieben Gleisen – Regie: Rafael Sanchez
- Clowns – Regie: George Tabori
- Das kunstseidene Mädchen – Regie: Elsabe Stange
- Zwei Brüder – Regie: David Unseld
- John Gabriel Borkman – Regie: Barbara Frey
- Der Kirschgarten – Regie: Jürgen Gosch

### Deutsches Theater Berlin
- Hexenjagd (2008, Rolle: Mary Warren) – Regie: Thomas Schulte-Michels (Kammerspiele)
- Der Kirschgarten – Regie: Barbara Frey
- Medea – Regie: Barbara Frey
- Ein Sommernachtstraum – Regie: Jürgen Gosch
- Onkel Wanja – Regie: Jürgen Gosch
- Gefährliche Liebschaften – Regie: Karin Henkel
- Die Möwe – Regie: Jürgen Gosch
- Idomeneus – Regie: Jürgen Gosch
- Othello – Regie: Jette Steckel

### Salzburger Festspiele
- Die Komödie der Irrungen – Regie: Henry Mason

### Residenztheater München
- 2017: Die Troerinnen (als Kassandra). Von Jean-Paul Sartre nach Euripides. Inszenierung: Tina Lanik[5]

## Filmografie (Auswahl)
- 2002: Wunderbare Tage (Kurzfilm)
- 2008: Stolberg (Fernsehserie, Episode Blutgrätsche)
- 2008–2014: Mord mit Aussicht (Fernsehserie, 39 Episoden)
- 2009: Baching
- 2009: Küstenwache (Fernsehserie, Episode Mörderischer Plan)
- 2011: Hannah Mangold & Lucy Palm (Fernsehfilm)
- 2013: Tatort: Trautes Heim (Fernsehreihe)
- 2013: Schwestern
- 2014: Danni Lowinski (Fernsehserie, Episode Sie ist wieder da)
- 2014: Der Fall Bruckner (Fernsehfilm)
- 2015: Bettys Diagnose (Fernsehserie, Episode Der Pilot)
- 2015: Der Staatsanwalt (Fernsehserie, Episode Familienbande)
- 2015: Bloß kein Strass (Fernsehfilm)
- 2015: Ein Mord mit Aussicht (Fernsehfilm)
- 2017: Frau Temme sucht das Glück (Fernsehserie, 6 Episoden)
- 2017: Der Kommissar und das Kind (Fernsehreihe)
- 2017: SOKO Köln (Fernsehserie, Episode Stolz und Vorurteil)
- 2017: Letzte Spur Berlin (Fernsehserie, Episode: Dämonen)
- 2018: Mackie Messer – Brechts Dreigroschenfilm
- 2018: Team Alpin (Fernsehserie, Episode Endlich wieder wir)
- 2019: Hotel Heidelberg: … Wer sich ewig bindet
- 2019: Hotel Heidelberg: Wir sind die Neuen
- 2020: Deutscher (Fernseh-Vierteiler)
- 2020: Das Leben ist kein Kindergarten (Fernsehfilmreihe)
- 2020: Enfant Terrible
- 2020: Der Kommissar und die Wut (Fernsehreihe)
- 2021: Nachtwald
- 2021: Mich hat keiner gefragt
- 2021: Das Leben ist kein Kindergarten – Umzugschaos
- 2021: Kroymann (Satiresendung, 1 Episode)
- 2021: Wenn das fünfte Lichtlein brennt
- 2022: Ein starkes Team: Die letzte Runde
- 2022–2023: Wendehammer (Fernsehserie, 12 Episoden)
- 2022: Der Kommissar und die Eifersucht
- 2023: Das Leben ist kein Kindergarten – Vaterfreuden
- 2023: Der Bozen-Krimi: Die Todsünde
- 2024: Der Kommissar und die Angst
- 2024: Nelly und das Weihnachtswunder (Fernsehfilm)
- 2025: Bernd – Operation Germanenkind

## Hörspiele (Auswahl)
- Jean-Claude Kuner: Walter Spies: „Ich muss auf einen Sprung weg“. DKultur 2009, Regie: Jean-Claude Kuner, 1 h 28 min.
- Erhard Schmied: Hoffnungsschimmer. SR 2010, Regie: Stefan Dutt, 53 min (ARD Radio-Tatort Nr. 30).
- Frank Naumann: Die verbotene Welt. SR/RBB 2012, Regie: Steffen Moratz, 54 min.
- Annette Pehnt: Chronik der Nähe. DKultur 2013, Bearbeitung und Regie: Beatrix Ackers, 1 h 18 min.
- Henry James: Washington Square. MDR 2014 / Audiobuch 2016, Regie: Silke Hildebrandt, 1 CD, 1 h 15 min, ISBN 978-3-89964-938-3.
- Sabine Stein: Solo für Broschek. NDR 2016, Regie: Andrea Getto, 54 min (ARD Radio-Tatort Nr. 98).

## Auszeichnungen
- 2005: Goldene Maske der Gesellschaft der Freunde des Schauspielhauses Zürich
- 2009: Faust-Theaterpreis in der Kategorie Beste darstellerische Leistung im Schauspiel für die Rolle der „Mascha“ in Tschechows Die Möwe